# 모형 범주
호모토피 이론에서 모형 범주(模型範疇, 영어: model category)는 호모토피 이론을 전개할 수 있기에 충분한 구조가 갖추어져 있는 추상적인 범주이다. 위상 공간의 범주와 단체 집합의 범주, 아벨 군의 사슬 복합체의 범주 따위의 일반화이다.

## 정의
모형 범주 {\displaystyle ({\mathcal {C}},{\mathfrak {W}},{\mathfrak {F}},{\mathfrak {C}})}는 다음과 같은 데이터로 구성된다.
- {\displaystyle {\mathcal {C}}}는 완비 범주이자 쌍대 완비 범주이다.
- {\displaystyle {\mathfrak {W}}}는 {\displaystyle {\mathcal {C}}}의 사상들의 모임이다. {\displaystyle {\mathfrak {W}}}의 원소를 약한 동치(영어: weak equivalence)라고 한다.
- {\displaystyle {\mathfrak {F}}}는 {\displaystyle {\mathcal {C}}}의 사상들의 모임이다. {\displaystyle {\mathfrak {F}}}의 원소를 올뭉치(영어: fibration)라고 하고, {\displaystyle {\mathfrak {F}}\cap {\mathfrak {W}}}의 원소는 자명한 올뭉치(영어: trivial fibration)라고 한다.
- {\displaystyle {\mathfrak {C}}}는 {\displaystyle {\mathcal {C}}}의 사상들의 모임이다. {\displaystyle {\mathfrak {C}}}의 원소를 쌍대올뭉치(영어: cofibration)라고 하고, {\displaystyle {\mathfrak {C}}\cap {\mathfrak {W}}}의 원소는 자명한 쌍대올뭉치(영어: trivial cofibration)라고 한다.

이들은 다음 두 공리들을 만족시켜야 한다.
- 3개 가운데 2개 조건(영어: two out of three): 임의의 사상 {\displaystyle X{\xrightarrow {f}}Y{\xrightarrow {g}}Z}에 대하여, 만약 {\displaystyle f}, {\displaystyle g}, {\displaystyle g\circ f} 가운데 적어도 두 개가 약한 동치라면, 나머지 하나도 약한 동치이다.
- 약분해계: {\displaystyle ({\mathfrak {C}}\cap {\mathfrak {W}},{\mathfrak {F}})} 및 {\displaystyle ({\mathfrak {C}},{\mathfrak {F}}\cap {\mathfrak {W}})}는 각각 약분해계를 이룬다. 즉, 구체적으로 다음이 성립한다.
  - 올림 조건(영어: lifting): 임의의 대상 {\displaystyle A}, {\displaystyle B}, {\displaystyle X}, {\displaystyle Y}에 대하여, 만약 {\displaystyle A{\xrightarrow {f}}X{\xrightarrow {p}}Y} 및 {\displaystyle A{\xrightarrow {i}}B{\xrightarrow {g}}Y}가 주어졌고, {\displaystyle p\circ f=g\circ i}이며, {\displaystyle p}가 올뭉치이며, {\displaystyle i}가 쌍대올뭉치이며, {\displaystyle p} 또는 {\displaystyle i} 가운데 하나가 자명하다면, {\displaystyle h\circ i=f}이며 {\displaystyle p\circ h=g}인 사상 {\displaystyle h\colon B\to X}가 존재한다. 즉, 다음과 같다.
{\displaystyle {\begin{matrix}A&{\xrightarrow {f}}&X\\{\scriptstyle i}\downarrow &\nearrow \scriptstyle h&\downarrow \scriptstyle p\\B&{\xrightarrow[{g}]{}}&Y\end{matrix}}}
  - 분해 조건(영어: factorization):
    - {\displaystyle {\mathcal {C}}}의 임의의 사상 {\displaystyle f}는 {\displaystyle f=p\circ {\tilde {\imath }}}와 같이 쓸 수 있다. 여기서 {\displaystyle p}는 올뭉치이며, {\displaystyle {\tilde {\imath }}}는 자명한 쌍대올뭉치이다.
    - {\displaystyle {\mathcal {C}}}의 임의의 사상 {\displaystyle f}는 {\displaystyle f={\tilde {p}}\circ i}와 같이 쓸 수 있다. 여기서 {\displaystyle {\tilde {p}}}는 자명한 올뭉치이며, {\displaystyle i}는 쌍대올뭉치이다.

{\displaystyle {\begin{matrix}&&X&{\stackrel {i}{\hookrightarrow }}&{\tilde {Y}}&{\stackrel {\simeq }{\twoheadrightarrow }}&Y\\&{\scriptstyle \operatorname {id} }\swarrow &&\searrow \scriptstyle f&&\swarrow \scriptstyle \operatorname {id} \\X&{\underset {\simeq }{\hookrightarrow }}&{\tilde {X}}&{\underset {p}{\twoheadrightarrow }}&Y\end{matrix}}}

### 쌍대올 생성 모형 범주
쌍대완비 범주 {\displaystyle {\mathcal {C}}}의 사상들의 모임 {\displaystyle {\mathfrak {I}}}에 대한 상대적 세포 복합체(영어: relative cell complex) {\displaystyle \operatorname {Cell} ({\mathfrak {I}})}는 다음 연산들에 대하여 닫힌 가장 작은 사상들의 모임이다.
- {\displaystyle {\mathfrak {I}}\subseteq \operatorname {Cell} ({\mathfrak {I}})}
- (항등 사상에 대한 닫힘) 임의의 대상 {\displaystyle X\in {\mathcal {C}}}에 대하여, {\displaystyle \operatorname {id} _{X}\in \operatorname {Cell} ({\mathfrak {I}})}
- (쌍대곱에 대한 닫힘) 임의의 대상들의 집합 {\displaystyle \{X_{i}\}_{i\in I}}의 쌍대곱 {\displaystyle \iota _{i}\colon X_{i}\to \coprod _{i}X_{i}}에 대하여, {\displaystyle \{\iota _{i}\}_{i\in I}\subseteq \operatorname {Cell} ({\mathfrak {I}})}
- (밂에 대한 닫힘) 임의의 {\displaystyle X{\xleftarrow {f}}Z{\xrightarrow {g}}Y}에 대하여, 만약 {\displaystyle f,g\in {\mathfrak {I}}}라면, 밂
{\displaystyle {\begin{matrix}Z&{\xrightarrow {f}}&X\\{\scriptstyle g}\downarrow &&\downarrow \scriptstyle \iota _{X}\\Y&{\xrightarrow[{\iota _{Y}}]{}}&X\sqcup _{Z}Y\end{matrix}}}

에 대하여 {\displaystyle \iota _{X},\iota _{Y}\in \operatorname {Cell} ({\mathfrak {I}})}
- (초한 합성에 대한 닫힘) 임의의 순서수 {\displaystyle \alpha } 및 대상들의 초한열 {\displaystyle (X_{i})_{0\leq i<\alpha }} 및 사상 {\displaystyle \{f_{i}\colon X_{i}\to X_{i+1}\}_{1\leq i+1<\alpha }}에 대하여, 만약 {\displaystyle \{f_{i}\}_{i}\subseteq {\mathfrak {I}}}라면 쌍대극한 {\displaystyle \bigcirc _{i}f_{i}\colon X_{0}\to \varinjlim X_{i}} 역시 {\displaystyle \bigcirc _{i}f_{i}\in \operatorname {Cell} ({\mathfrak {I}})}

{\displaystyle \operatorname {Cof} ({\mathfrak {I}})}는 {\displaystyle \operatorname {Cell} ({\mathfrak {I}})}의 원소들의 (화살표 범주 {\displaystyle {\mathcal {C}}^{\to }}에서의) 수축들의 모임이라고 하자.
모형 범주 {\displaystyle ({\mathcal {C}},{\mathfrak {W}},{\mathfrak {C}},{\mathfrak {F}})}가 다음 조건을 만족시킨다면, {\displaystyle {\mathcal {C}}}를 쌍대올 생성 모형 범주(영어: cofibrantly generated model category)라고 한다.
- {\displaystyle {\mathfrak {C}}=\operatorname {Cof} ({\mathfrak {I}})}인 사상 모임 {\displaystyle {\mathfrak {I}}}가 존재한다. {\displaystyle {\mathfrak {I}}}의 원소를 쌍대올뭉치 생성원(영어: generating cofibration)라고 한다.
- {\displaystyle {\mathfrak {C}}\cap {\mathfrak {W}}=\operatorname {Cof} ({\mathfrak {J}})}인 사상 모임 {\displaystyle {\mathfrak {J}}}가 존재한다. {\displaystyle {\mathfrak {J}}}의 원소를 자명 쌍대올뭉치 생성원(영어: generating trivial cofibration)라고 한다.

## 연산

### 반대 범주
임의의 모형 범주 {\displaystyle ({\mathcal {C}},{\mathfrak {W}},{\mathfrak {F}},{\mathfrak {C}})}에 대하여, 그 반대 범주 {\displaystyle {\mathcal {C}}^{\operatorname {op} }}에 모형 구조 {\displaystyle ({\mathcal {C}}^{\operatorname {op} },{\mathfrak {W}},{\mathfrak {C}},{\mathfrak {F}})}를 주면, 이 역시 모형 범주를 이룬다.

### 조각 범주
임의의 모형 범주 {\displaystyle ({\mathcal {C}},{\mathfrak {W}},{\mathfrak {F}},{\mathfrak {C}})} 및 대상 {\displaystyle X\in {\mathcal {C}}}이 주어졌다고 하자. 그렇다면, 조각 범주 {\displaystyle {\mathcal {C}}/X} 및 쌍대 조각 범주 {\displaystyle X\backslash {\mathcal {C}}}를 정의할 수 있으며, 망각 함자
{\displaystyle {\mathcal {C}}/X\to {\mathcal {C}}}
{\displaystyle X\backslash {\mathcal {C}}\to {\mathcal {C}}}
가 존재한다.
이제, {\displaystyle {\mathcal {C}}/X} 위에 다음과 같은 모형 범주 구조를 줄 수 있다.
- {\displaystyle {\mathcal {C}}/X}의 약한 동치는 (망각 함자 아래) {\displaystyle {\mathcal {C}}}에서의 약한 동치이다.
- {\displaystyle {\mathcal {C}}/X}의 올뭉치는 (망각 함자 아래) {\displaystyle {\mathcal {C}}}에서의 올뭉치이다.
- {\displaystyle {\mathcal {C}}/X}의 쌍대올뭉치는 (망각 함자 아래) {\displaystyle {\mathcal {C}}}에서의 쌍대올뭉치이다.

그렇다면, 조각 범주 {\displaystyle {\mathcal {C}}/X}는 모형 범주를 이룬다. 마찬가지로, 쌍대 조각 범주 {\displaystyle X\backslash {\mathcal {C}}=({\mathcal {C}}^{\operatorname {op} }/X)^{\operatorname {op} }} 역시 모형 범주를 이룬다.

### 호모토피 범주
모형 범주 {\displaystyle ({\mathcal {C}},{\mathfrak {W}},{\mathfrak {F}},{\mathfrak {C}})}에서, 모형 범주 구조를 사용하여 두 사상 사이의 왼쪽 호모토피(영어: left homotopy) 및 오른쪽 호모토피(영어: right homotopy)를 정의할 수 있다. 정의역이 쌍대올대상이며 공역이 올대상일 경우 왼쪽 호모토픽 관계와 오른쪽 호모토픽 관계는 서로 일치하며, 동치 관계를 이루어 그 호모토피류를 정의할 수 있다.
모형 범주 {\displaystyle ({\mathcal {C}},{\mathfrak {W}},{\mathfrak {F}},{\mathfrak {C}})}에 대응하는 호모토피 범주를 정의할 수 있다. 호모토피 범주의 대상은 올대상이자 쌍대올대상인 대상들이며, 사상은 원래 모형 범주의 호모토피류이며, 호모토피 범주에서 원래 모형 범주의 약한 동치는 실제 동형 사상이 된다.

## 성질

### 데이터의 중복
약분해계의 일반적인 이론에 따라서, 모형 범주의 구조의 데이터는 중복된다. 구체적으로, 모형 범주의 다음과 같은 데이터만으로 모형 범주 구조를 재구성할 수 있다.
- 약한 동치와 올뭉치[5]:428[6]:Proposition 3
- 약한 동치와 쌍대올뭉치[5]:428[6]:Proposition 3 (위 경우의 반대 경우)
- 올뭉치와 쌍대올뭉치[5]:428[6]:Proposition 3
- 쌍대올뭉치와 올대상[5]:Proposition E.1.10[6]:Corollary 3
- 올뭉치와 쌍대올대상 (위 경우의 반대 경우)[6]:Corollary 3
- 쌍대올대상과 자명한 올뭉치[6]:Corollary 3
- 올대상과 자명한 쌍대올뭉치 (위 경우의 반대 경우)[6]:Corollary 3
- 올대상이자 쌍대올대상인 대상의 모임과 올뭉치[6]:Corollary 4
- 올대상이자 쌍대올대상인 대상의 모임과 쌍대올뭉치[6]:Corollary 4  (위 경우의 반대 경우)
- 올대상이자 쌍대올대상인 대상의 모임과 자명한 올뭉치[6]:Corollary 4
- 올대상이자 쌍대올대상인 대상의 모임과 자명한 쌍대올뭉치[6]:Corollary 4  (위 경우의 반대 경우)

구체적으로,  임의의 범주 {\displaystyle {\mathcal {C}}}의 사상 모임 {\displaystyle M}이 주어졌을 때, {\displaystyle M}에 대하여 오른쪽 올림 성질을 만족시키는 사상 모임을 {\displaystyle M^{\pitchfork }}으로, {\displaystyle M}에 대하여 왼쪽 올림 성질을 만족시키는 사상 모임을 {\displaystyle {}^{\pitchfork }M}으로 표기하자.
그렇다면, 모형 범주에서 약한 동치의 모임 {\displaystyle {\mathfrak {W}}} · 쌍대올뭉치의 모임 {\displaystyle {\mathfrak {C}}} · 올뭉치의 모임 {\displaystyle {\mathfrak {F}}} 사이에는 다음과 같은 관계가 성립한다.
{\displaystyle {\mathfrak {F}}=({\mathfrak {W}}\cap {\mathfrak {C}})^{\pitchfork }}
{\displaystyle {\mathfrak {C}}={}^{\pitchfork }({\mathfrak {W}}\cap {\mathfrak {F}})}
{\displaystyle {\mathfrak {F}}\cap {\mathfrak {W}}={\mathfrak {C}}^{\pitchfork }}
{\displaystyle {\mathfrak {C}}\cap {\mathfrak {W}}={}^{\pitchfork }{\mathfrak {F}}}
{\displaystyle {\mathfrak {W}}=({\mathfrak {W}}\cap {\mathfrak {F}})\circ ({\mathfrak {W}}\cap {\mathfrak {C}})={\mathfrak {C}}^{\pitchfork }\circ {}^{\pitchfork }{\mathfrak {F}}}
따라서, 약한 동치 · 쌍대올뭉치 · 올뭉치 가운데 2개가 주어지면 나머지 하나를 재구성할 수 있다.

### 수축에 대한 닫힘
모든 모형 범주 {\displaystyle ({\mathcal {C}},{\mathfrak {W}},{\mathfrak {F}},{\mathfrak {C}})}에서, {\displaystyle {\mathfrak {W}}} · {\displaystyle {\mathfrak {F}}} · {\displaystyle {\mathfrak {C}}}는 모두 수축에 대하여 닫혀 있다. 즉, 구체적으로 다음과 같은 성질을 만족시킨다.
- 임의의 사상 {\displaystyle f\colon A\to A'}, {\displaystyle g\colon B\to B'}에 대하여, 만약 화살표 범주 {\displaystyle {\mathcal {C}}^{\to }}에서 분할 단사 사상 {\displaystyle (i,j)\colon f\to g}이 존재한다고 하자. 만약 {\displaystyle {\mathcal {A}}}가 {\displaystyle {\mathfrak {W}}}, {\displaystyle {\mathfrak {F}}}, 또는 {\displaystyle {\mathfrak {C}}} 가운데 하나라고 할 때, 만약 {\displaystyle g\in {\mathcal {A}}}라면 {\displaystyle f\in {\mathcal {A}}}이다. 화살표 범주에서의 분할 단사 사상은 구체적으로 {\displaystyle j\circ f=g\circ i}이며 {\displaystyle s\circ g=f\circ r}이며 {\displaystyle r\circ i=\operatorname {id} _{A}}이며 {\displaystyle s\circ j=\operatorname {id} _{A'}}인 사상 {\displaystyle i}, {\displaystyle j}, {\displaystyle r}, {\displaystyle s}가 존재하는 것이다.
{\displaystyle ({\mathcal {C}}^{\to })\qquad {\begin{matrix}f&{\xrightarrow {(i,j)}}&g\\{\scriptstyle \operatorname {id} }\downarrow &&\downarrow \scriptstyle \operatorname {id} \\f&{\xleftarrow[{(r,s)}]{}}&g\end{matrix}}\qquad \qquad {\begin{matrix}&&A\\&{\scriptstyle \operatorname {id} }\nearrow &&\searrow \scriptstyle \operatorname {id} \\A&{\xrightarrow {i}}&B&{\xrightarrow {r}}&A\\{\scriptstyle f}\downarrow &&\downarrow \scriptstyle g&&\downarrow \scriptstyle f\\A'&{\xrightarrow[{j}]{}}&B&{\xrightarrow[{s}]{}}&A'\\&{\scriptstyle \operatorname {id} }\searrow &&\nearrow \scriptstyle \operatorname {id} \\&&A'\end{matrix}}\qquad ({\mathcal {C}})}

일부 문헌에서 이는 모형 범주의 정의의 일부로 등장하지만, 이는 사실 다른 공리들로부터 함의된다.:Proposition E.1.3

## 예

### 자명한 모형 구조
임의의 완비 쌍대 완비 범주 {\displaystyle {\mathcal {C}}}가 주어졌다고 하자. 그렇다면, 그 위에 다음과 같은 자명한 세 가지의 모형 구조를 줄 수 있다.
| 약한 동치 | 올뭉치    | 쌍대올뭉치 | 올대상    | 쌍대올대상 | 호모토피 범주                                      |
| --------- | --------- | ---------- | --------- | ---------- | -------------------------------------------------- |
| 동형 사상 | 모든 사상 | 모든 사상  | 모든 대상 | 모든 대상  | 원래 범주 {\displaystyle {\mathcal {C}}}           |
| 모든 사상 | 동형 사상 | 모든 사상  | 끝 대상   | 모든 대상  | {\displaystyle {\mathcal {C}}}로부터 생성되는 준군 |
| 모든 사상 | 모든 사상 | 동형 사상  | 모든 대상 | 시작 대상  | {\displaystyle {\mathcal {C}}}로부터 생성되는 준군 |

보다 일반적으로, {\displaystyle {\mathcal {C}}} 위에 약분해계 {\displaystyle ({\mathfrak {E}},{\mathfrak {M}})}이 주어졌다고 하자. 그렇다면, 모든 사상을 약한 동치로 삼고, {\displaystyle {\mathfrak {E}}}의 원소를 올뭉치로, {\displaystyle {\mathfrak {M}}}의 원소를 쌍대올뭉치로 삼으면 이는 모형 구조를 이룬다. 이 경우 역시 호모토피 범주는 {\displaystyle {\mathcal {C}}}로부터 생성되는 준군이다.

### 위상 공간의 범주
위상 공간과 연속 함수의 범주 {\displaystyle \operatorname {Top} } 위에는 다음과 같은 세 개의 모형 범주 구조가 흔히 쓰인다.:§17
| 모형 범주 구조                        | 약한 동치          | 올뭉치          | 쌍대올뭉치                                                                    | 올대상         | 쌍대올대상                              | 인용   |
| ------------------------------------- | ------------------ | --------------- | ----------------------------------------------------------------------------- | -------------- | --------------------------------------- | ------ |
| 퀼런(Quillen)                         | 약한 호모토피 동치 | 세르 올뭉치     | 상대적 세포 복합체의 수축(retract)                                            | 모든 위상 공간 | 세포 복합체                             | [ 9 ]  |
| 후레비치(Hurewicz) 또는 스트룀(Strøm) | 호모토피 동치      | 후레비치 올뭉치 | 상이 닫힌집합인 후레비치 쌍대올뭉치                                           | 모든 위상 공간 | 모든 위상 공간                          | [ 10 ] |
| 혼합(mixed)                           | 약한 호모토피 동치 | 후레비치 올뭉치 | 쌍대올이 상대적 세포 복합체와 호모토피 동치인 후레비치 쌍대올뭉치:Example 3.8 | 모든 위상 공간 | 세포 복합체와 호모토피 동치인 위상 공간 | [ 11 ] |

이들을 구별하기 위하여, 간혹 q-올대상(영어: q-fibrant object) · h-올대상 · m-올대상 따위의 용어를 사용하기도 한다. 여기서 q · h · m은 대응하는 모형 구조의 영어명의 머릿글자이다.

### 단체 집합
단체 집합의 범주 {\displaystyle \operatorname {sSet} }에는 역시 표준적인 모형 구조가 존재한다. 또한, 이 모형 구조는 위상 공간의 범주의 퀼런 모형 구조와 퀼런 동치이며, 따라서 동치인 호모토피 범주를 갖는다. 단체 집합의 범주에서 모든 대상은 쌍대올대상이며, 올대상은 칸 복합체이다.

### 사슬 복합체의 범주
아벨 범주 {\displaystyle {\mathcal {A}}} 위에서, 자연수 (음이 아닌 정수) 등급의 사슬 복합체의 범주 {\displaystyle \operatorname {Ch} _{\bullet \geq 0}({\mathcal {A}})}와 자연수 등급의 공사슬 복합체의 범주 {\displaystyle \operatorname {Ch} ^{\bullet \geq 0}({\mathcal {A}})}를 생각하자.
만약 {\displaystyle {\mathcal {A}}}가 단사 대상을 충분히 가지는 범주라면, 공사슬 복합체 범주 {\displaystyle \operatorname {Ch} ^{\bullet \geq 0}({\mathcal {A}})} 위에는 약한 동치가 공사슬 복합체의 유사동형이며, 쌍대올뭉치가 양수 성분이 모두 단사 사상인 공사슬 사상으로 구성되는 모형 범주 구조가 존재한다. 이 모형 범주에서 모든 공사슬 복합체가 쌍대올대상이며, 올대상은 단사 대상으로 구성된 공사슬 복합체이며, 올대상 분해는 공사슬 복합체의 단사 분해이다.
반대로, 만약 {\displaystyle {\mathcal {A}}}가 사영 대상을 충분히 가지는 범주라면, 사슬 복합체 범주 {\displaystyle \operatorname {Ch} _{\bullet \geq 0}({\mathcal {A}})} 위에는 약한 동치가 사슬 복합체의 유사동형이며, 올뭉치가 양수 성분이 모두 전사 사상인 사슬 사상으로 구성되는 모형 범주 구조가 존재한다. 이 모형 범주에서 모든 사슬 복합체가 올대상이며, 쌍대올대상은 사영 대상으로 구성된 사슬 복합체이며, 쌍대올대상 분해는 사슬 복합체의 사영 분해이다.

### 집합의 범주
집합과 함수의 범주 {\displaystyle \operatorname {Set} } 위에는 정확히 9개의 모형 범주 구조가 존재한다.
| 쌍대올뭉치                                                  | 올뭉치                                  | 약한 동치                                              | 쌍대올대상 | 올대상                  |
| ----------------------------------------------------------- | --------------------------------------- | ------------------------------------------------------ | ---------- | ----------------------- |
| 전단사 함수                                                 | 함수                                    | 함수                                                   | 공집합     | 집합                    |
| 전사 함수                                                   | 단사 함수                               | 함수                                                   | 공집합     | 공집합 또는 한원소 집합 |
| 정의역이 공집합이 아닌 단사 함수 또는 공집합 위의 항등 함수 | 전사 함수 또는 정의역이 공집합인 함수   | 함수                                                   | 공집합     | 집합                    |
| 정의역이 공집합이 아닌 함수 또는 공집합 위의 항등 함수      | 전단사 함수 또는 정의역이 공집합인 함수 | 함수                                                   | 공집합     | 공집합 또는 한원소 집합 |
| 단사 함수                                                   | 전사 함수                               | 함수                                                   | 집합       | 공집합이 아닌 집합      |
| 함수                                                        | 전단사 함수                             | 함수                                                   | 집합       | 한원소 집합             |
| 단사 함수                                                   | 전사 함수 또는 정의역이 공집합인 함수   | 정의역이 공집합이 아닌 함수 또는 공집합 위의 항등 함수 | 집합       | 집합                    |
| 함수                                                        | 전단사 함수 또는 정의역이 공집합인 함수 | 정의역이 공집합이 아닌 함수 또는 공집합 위의 항등 함수 | 집합       | 공집합 또는 한원소 집합 |
| 함수                                                        | 함수                                    | 전단사 함수                                            | 집합       | 집합                    |

이에 따른 호모토피 범주는 다음과 같다.
- 만약 약한 동치가 임의의 함수라면, 호모토피 범주는 하나의 대상 및 하나의 사상만을 갖는 범주와 동치이다.
- 만약 약한 동치가  정의역이 공집합이 아닌 함수 또는 공집합 위의 항등 함수라면, 호모토피 범주는 두 개의 대상 (공집합 · 공집합이 아닌 집합) 및 이들의 항등 사상만을 갖는 범주와 동치이다.
- 만약 약한 동치가 전단사 함수라면, 호모토피 범주는 집합과 함수의 범주와 동치이다.

### 미분 등급 대수
표수 0인 체 {\displaystyle K} 위에서, 다음과 같은 범주들을 생각하자.
- 자연수 등급의 가환 미분 등급 대수의 범주 {\displaystyle \operatorname {CDGA} _{K}^{\geq 0}}
- 자연수 등급의 미분 등급 대수의 범주 {\displaystyle \operatorname {DGA} _{K}^{\geq 0}}
- 정수 등급의 가환 미분 등급 대수의 범주 {\displaystyle \operatorname {CDGA} _{K}^{\mathbb {Z} }}
- 정수 등급의 미분 등급 대수의 범주 {\displaystyle \operatorname {DGA} _{K}^{\mathbb {Z} }}

이 네 범주 위에는 각각 자연스러운 모형 범주 구조를 줄 수 있으며, 모든 경우 약한 동치는 유사동형(코호몰로지의 동형)이다.

### 작은 범주의 범주
작은 범주와 함자의 범주 {\displaystyle \operatorname {Cat} } 위에서, 호모토피 동치가 범주의 동치가 되는 모형 범주 구조는 유일하다. 이 모형 범주 구조는 다음과 같다.
- 약한 동치인 함자는 범주의 동치이다. 즉, 다음 조건을 만족시키는 함자 {\displaystyle F\colon {\mathcal {C}}\to {\mathcal {D}}}이다.
  - 충실충만한 함자이다.
  - 임의의 {\displaystyle D\in {\mathcal {D}}}에 대하여, {\displaystyle i\colon F(C)\to D}인 대상 {\displaystyle C\in {\mathcal {C}}} 및 동형 사상 {\displaystyle i}가 존재한다.
- 쌍대올뭉치인 함자 {\displaystyle F\colon {\mathcal {C}}\to {\mathcal {D}}}는 대상에 대하여 단사 함수인 함자이다. 즉, 임의의 {\displaystyle C,C'\in {\mathcal {C}}}에 대하여 {\displaystyle C\neq C'}라면 {\displaystyle F(C)\neq F(C')}이다.
- 올뭉치인 함자 {\displaystyle F\colon {\mathcal {C}}\to {\mathcal {D}}}는 다음 조건을 만족시키는 함자이다.
  - 임의의 {\displaystyle C\in {\mathcal {C}}}, {\displaystyle D\in {\mathcal {D}}} 및 {\displaystyle {\mathcal {D}}}-동형 사상 {\displaystyle i\colon F(C)\to D}에 대하여, {\displaystyle F(C')=D}이자 {\displaystyle F(j)=i}가 되는 {\displaystyle {\mathcal {C}}}-동형 사상 {\displaystyle j\colon C\to C'}가 존재한다.

### 동치 관계
동치 관계의 범주에 흥미로운 모형 범주 구조를 부여할 수 있다.

## 역사
대니얼 퀼런이 1967년에 도입하였다.